# マヌエル・シュミーデバッハ
マヌエル・シュミーデバッハ（Manuel Schmiedebach）は、ドイツ・西ベルリン出身のサッカー選手。MFを務める。

## 経歴
西ベルリンで生まれ、ヘルタ・ベルリンのユースチームに入った。その後、ヘルタのリザーブチームで戦っていたが2008年にハノーファー96に移籍した。ハノーファーでもリザーブチームの出場がほとんどであったが、2009-10シーズンからトップチーム入りを果たした。
2016年、チームは2部に降格するが自身は残留し、退団したロン＝ロベルト・ツィーラーの後を継いでチームのキャプテンに就任した。
2018年夏の移籍期間に、1.FCウニオン・ベルリンへ移籍した。

## 人物
母親はコロンビア生まれのモロッコ系ベネズエラ人、父親はアイルランド系ドイツ人である。また、祖父はポルトガル系とモロッコ系の血を引いている。